# تيم هالبرين
تيم هالبرين (بالإنجليزية: Tim Halperin)‏ هو مغن مؤلف ومغني أمريكي، ولد في 27 مايو 1987.

## وصلات خارجية
- تيم هالبرين على موقع IMDb (الإنجليزية)
- تيم هالبرين على موقع ميوزك برينز (الإنجليزية)
- تيم هالبرين على موقع ديسكوغز (الإنجليزية)